# STEG Electronics
Die STEG Electronics AG mit Sitz in Schaffhausen war ein Schweizer Computer- und Elektronikhändler. Die Firma gehörte seit dem 1. Oktober 2014 zur PCP.COM Gruppe, welche laut Pressemitteilung vom 8. September 2023 ihre Aktivitäten einstellte. Das Unternehmen bot Computersysteme, Einzelkomponenten sowie Unterhaltungselektronik an.

## Filialen und Vertrieb
Das Unternehmen verfügte schweizweit über fünfzehn Filialen (in Basel, Bern, Biel, Conthey, Dietikon, Dübendorf, Granges-Paccot, Luzern, Olten, Renens, Rapperswil-Jona, Schaffhausen, St. Gallen, Visp und Zollikofen). Nebst den Filialen betrieb STEG seit 1998 einen Onlineshop.

## Firmengeschichte
Das Unternehmen wurde 1994 von Giosuè Spagnuolo als Einzelfirma Steg Computer Spagnuolo in Ebikon gegründet und 1995 als PC-Hai Steg Computer Spagnuolo nach Luzern verlegt. 1997 ging die Geschäftstätigkeit an die neu gegründete STEG Computer GmbH in Luzern über.
1998 wurde der Sitz nach Littau verlegt und im Jahre 2006 konnte der neue Hauptsitz im Littauer Boden bezogen werden. Im September 2002 erfolgte die Eröffnung der Filiale in Lausanne/Ecublens, der im März 2003 weitere in Manno, Basel und Dietikon und 2007 in Fribourg und Zollikofen folgten. Per April 2009 übernahm STEG das Hauptgebäude des Westschweizer Computer-Discounter Top-D, mit Hauptsitz und Filiale in Biel (BE) und einer weiteren Niederlassung in Marin (NE). Top-D blieb weiterhin selbstständig und wurde nicht Teil der Firmengruppe.
Anfang April 2009 eröffnete STEG die erste Ostschweizer Niederlassung in St. Gallen. Im September 2009 wurde die Tessiner Filiale von Manno nach Grancia verlegt. Die Verkaufsfläche der Filiale wurde dabei um ein Vierfaches vergrössert. Ein knappes Jahr später, im Juli 2010, eröffnete STEG mit der Filiale Rapperswil-Jona die zweite Ostschweizer Niederlassung.
Mitte 2011 wurde das Unternehmen in eine Aktiengesellschaft umgewandelt und firmierte seitdem als STEG Electronics AG.
Im Kanton Wallis wurde 1995 die Steg Computer Visp GmbH von Reto Schmid gegründet und geführt, der ebenfalls im Kanton Waadt die Steg Computer VD GmbH gründete. Anfang 2018 gingen diese Entitäten an die STEG Electronics AG über.
Die PCP.COM Gruppe (mit PCP.CH, PC-Ostschweiz, Techmania, Beck PC und ComStern) übernahm das Unternehmen per 1. Oktober 2014. Die Marken STEG und PCP.CH blieben erhalten. Infolge der Übernahme wurde der Firmensitz von Steg per Dezember 2022 von Luzern nach Schaffhausen verlegt.
Am 8. September 2023 stellte das Unternehmen seinen Betrieb ein, schloss die Onlineshops und Filialen und meldete am 18. September 2023 Konkurs an.

## Sponsoring
Von 2006 bis Ende der Saison 2010/2011 war STEG Hauptsponsor des FC Luzern.